# Banco Angolano de Investimentos
Die Banco Angolano de Investimentos (BAI), früher Banco Africano de Investimentos ist eine Universalbank in Angola. Sie wurde am 13. November 1996 als erste private angolanische Bank in Luanda gegründet.
Die Bank ist aktiv Geschäft mit Einzelkunden und stellt Kredite und Lösungen für KMUs bereit. Anfang 2020 hat die BAI insgesamt 140 Filialen in Angola, ist in Portugal mit der Banco BAI Europa, in Kap Verde mit der Banco BAI Cabo Verde, und in São Tomé und Príncipe vertreten. In Brasilien unterhält die BAI Partnerschaften zu brasilianischen Instituten und in Johannesburg, Südafrika unterhält sie eine Repräsentanz. Sie ist die angolanische Bank mit den höchsten Spareinlagen. Sie hatten im Jahr 2017 einen Wert von 1092,66 Milliarden Kwanzas. Sie gewann 2018 die Preise „Sicherste Bank von Angola“ und „Beste Bank von Angola“. Im Jahr 2012 wurde die BAI vom investigativen Journalisten Rafael Marques de Morais beschuldigt, als Institution zur Geldwäsche des Kapitals der politischen Machthaber des Landes zu dienen.
Aktionäre: Sonangol (17,5 %); Crédito Agrícola (9,5 %); Investec Bank (7,5 %); José Récio (7,5 %); Services Group (8 %); Amer-Con (6 %); Andere (44 %)